# Vela nos Jogos Olímpicos de Verão de 1936
As competições da vela nos Jogos Olímpicos de Verão de 1936 foram disputadas entre os dias 4 e 12 de agosto daquele ano no Fiorde de Kiel, na costa do Norte da Alemanha face ao mar Báltico. O programa de 1936 consistia num total de quatro classes (disciplinas) de vela. Para cada uma das classes do evento foram agendadas uma fase eliminatória, semifinais e finais.

## Local
Para os Jogos Olímpicos de Verão de Berlim de 1936, uma escolha teve que ser feita entre o distrito do lago Berliner Müggel ou a área de Kiel. Por fim, o Comitê Organizador decidiu a favor dos barcos grandes e escolheu Kiel. Como Kiel era principalmente um porto militar, este Comitê teve que cooperar não apenas com as autoridades locais, mas também com o Comando da Frota Alemã em Kiel para garantir o sucesso das corridas.
As seguintes áreas de percurso foram usadas durante as regatas olímpicas de 1936:

## Participantes

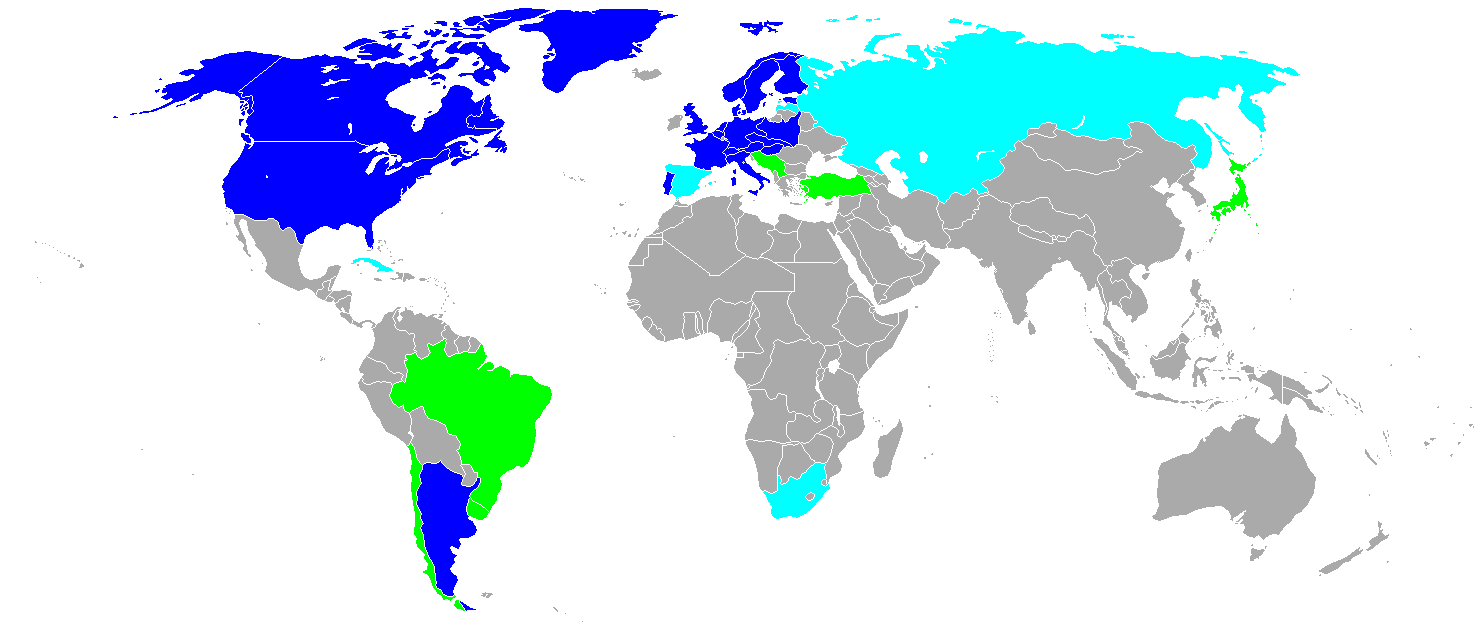
Países participantes da vela nos Jogos Olímpicos de 1936.
Países que participaram pela primeira vez.
Países que já participaram em outras edições.
Países que participaram em outras edições mas não participaram em 1936.

Foi permitido apenas um barco por país por classe:
- ARG Argentina
- AUT Áustria
- BEL Bélgica
- BRA Brasil
- CAN Canadá
- CHI Chile
- TCH Checoslováquia
- DEN Dinamarca
- EST Estônia
- FIN Finlândia
- FRA França
- GBR Grã-Bretanha
- GER Alemanha
- HUN Hungria
- ITA Itália
- JPN Japão
- NED Países Baixos
- NOR Noruega
- POL Polônia
- POR Portugal
- RSA África do Sul
- SUI Suíça
- SWE Suécia
- TUR Turquia
- USA Estados Unidos
- URU Uruguai
- YUG Iugoslávia

## Calendário
| ● | Competições desportivas | ● | Finais |

| Data                      | Agosto | Agosto | Agosto | Agosto | Agosto | Agosto | Agosto | Agosto | Agosto | Agosto          |
| Data                      | 3 Sáb  | 4 Dom  | 5 Seg  | 6 Qua  | 7 Qua  | 8 Qui  | 9 Sex  | 10 Sáb | 11 Dom | 12 Seg          |
| ------------------------- | ------ | ------ | ------ | ------ | ------ | ------ | ------ | ------ | ------ | --------------- |
| Vela                      |        | ●      | ●      | ●      | ●      | ●      | ●      | ●      |        | Dia de descanso |
| Total de medalhas de ouro |        |        |        |        |        |        |        | 4      |        |                 |

## Eventos
| Classe  | Tipo     | Local | N.º de equipes | Primeira exibição |
| ------- | -------- | ----- | -------------- | ----------------- |
| O-Jolle | bote     | Kiel  | 25             | 1936              |
| Star    | keelboat | Kiel  | 12             | 1932              |
| 6 Metre | keelboat | Kiel  | 12             | 1908              |
| 8 Metre | keelboat | Kiel  | 10             | 1908              |

## Medalhistas
| Evento           | Ouro                                                                                                 | Prata | Bronze |
| ---------------- | --- | --- | --- |
| O-Jolle detalhes | Daan Kagchelland NED Países Baixos                                                                   | Werner Krogmann GER Alemanha                                                                                    | Peter Scott GBR Grã-Bretanha                                                                                                |
| Star detalhes    | Peter Bischoff Hans-Joachim Weise GER Alemanha                                                       | Arvid Laurin Uno Wallentin SWE Suécia                                                                           | Bob Maas Willem de Vries Lentsch NED Países Baixos                                                                          |
| 6 Metre detalhes | Christopher Boardman Miles Bellville Russell Harmer Charles Leaf Leonard Martin GBR Grã-Bretanha     | Magnus Konow Karsten Konow Fredrik Meyer Vaadjuv Nyqvist Alf Tveten NOR Noruega                                 | Sven Salén Lennart Ekdahl Martin Hindorff Torsten Lord Dagmar Salén SWE Suécia                                              |
| 8 Metre detalhes | Giovanni Reggio Bruno Bianchi Luigi De Manincor Domenico Mordini Enrico Poggi Luigi Poggi ITA Itália | Olaf Ditlev-Simonsen John Ditlev-Simonsen Hans Struksnæs Lauritz Schmidt Jacob Thams Nordahl Wallem NOR Noruega | Hans Howaldt Fritz Bischoff Alfried Krupp von Bohlen und Halbach Eduard Mohr Felix Scheder-Bieschin Otto Wachs GER Alemanha |

## Quadro de medalhas
| Ordem | País              | Medalha de ouro | Medalha de prata | Medalha de bronze |    | Ordem por total |
| ----- | ----------------- | --------------- | ---------------- | ----------------- | -- | --------------- |
| 1     | GER Alemanha      | 1               | 1                | 1                 | 3  | 1               |
| 2     | GBR Grã-Bretanha  | 1               |                  | 1                 | 2  | 2               |
| 2     | NED Países Baixos | 1               |                  | 1                 | 2  | 2               |
| 4     | ITA Itália        | 1               |                  |                   | 1  | 3               |
| 5     | NOR Noruega       |                 | 2                |                   | 2  | 2               |
| 6     | SWE Suécia        |                 | 1                | 1                 | 2  | 2               |
| TOTAL | TOTAL             | 4               | 4                | 4                 | 12 | —               |